# Marios Efstathiadis
Marios Efstathiadis (* 26. November 1979 in Larnaka) ist ein Handballspieler. Er spielt im Rückraum und ist Rechtshänder. Der Rechtshänder siedelte 1999 nach Griechenland über und hat 2005 die griechische Staatsbürgerschaft beantragt.
Efstathiadis wurde 1979 auf Zypern geboren, wo er auch aufwuchs und mit sechs Jahren zum Handball kam. Bis 1999 spielt er bei Anorthosis Famagusta. Im Anschluss spielte er bei den Vereinen Panellinios Gym. Syllogos (1999/2000), SPE Strovolos Nikosia (2001/2002), Panellinios AC Athen (2002–2004) und bis Juni 2006 beim Verein HC Athaninaikos Athen spielte. Ab Juli 2006 spielte er in der Mannschaft des Stralsunder HV in der 2. Handball-Bundesliga, Staffel Nord. Zum Ende der Saison 2007/2008 wurde sein Vertrag aufgelöst, Efstathiadis ging aus privaten Gründen in seine Heimat zurück und spielte wieder beim Verein SPE Strovolos, mit dem er 2009, 2010 und 2011 Meister sowie 2009 und 2011 Pokalsieger wurde. 2011 wechselte er zur Mannschaft der European University Cyprus und gewann 2012 und 2013 erneut die Meisterschaft sowie 2013 den Pokal.
Mit den Vereinen Anorthosis Famagusta, Panellinios Gym. Syllogos, SPE Strovolos Nikosia und Panellinios AC Athen spielte er im EHF-Pokal und in der EHF Champions League.
Marios Efstathiadis stand im Aufgebot der zypriotischen Nationalmannschaft, so auch für die Qualifikationsspiele zur Handball-Europameisterschaft 2010.
Marios Efstathiadis studierte Business Management.

## Belege
1. ↑  Ostsee-Zeitung, 25. März 2008
2. ↑  www.ehf-euro.com (Memento vom 14. Juli 2014 im Internet Archive) (PDF; 108 kB)

| Personendaten    | Personendaten              |
| ---------------- | -------------------------- |
| NAME             | Efstathiadis, Marios       |
| KURZBESCHREIBUNG | zyprischer Handballspieler |
| GEBURTSDATUM     | 26. November 1979          |
| GEBURTSORT       | Larnaka                    |